# Crataegus osiliensis
Crataegus osiliensis là loài thực vật có hoa trong họ Hoa hồng. Loài này được Cinovskis mô tả khoa học đầu tiên.